# Sojuz T-14
Sojuz T-14 (ryska: Союз Т-14) var en flygning i det sovjetiska rymdprogrammet. Flygningen gick till rymdstationen Saljut 7. Farkosten sköts upp med en Sojuz-U2-raket från Kosmodromen i Bajkonur den 17 september 1985. Den dockade med rymdstationen den 18 september 1985. Farkosten lämnade rymdstationen den 21 november 1985. Några timmar senare återinträdde den i jordens atmosfär och landade i Sovjetunionen.
En av de större händelserna under flygningen var dockningen av Kosmos 1686. Flygningen fick avbrytas i förtid då Vasyutin blivit sjuk.